# Eugenio María de Hostos
Eugenio María de Hostos (Mayagüez, 1839. január 11. – Santo Domingo, 1903. augusztus 11.) Puerto Ricó-i pedagógus, író, filozófus, jogász és a latin-amerikai nemzetek függetlenségének támogatója volt.

## Élete és pályafutása
Hostos San Juanban járt elemi iskolába, majd Spanyolországban, Bilbaóban járt középiskolába, és a Madridi Egyetemen jogot hallgatott. 1869-ben New Yorkba költözött, ahol részt vett a Kubai Forradalmi Tanács nevű emigráns függetlenségi mozgalom munkájában. Céljuk Kuba és Puerto Rico Spanyolországtól való függetlenségének kivívása volt.
New York-i tartózkodását követően Hostos dél-amerikai körutazást tett. Peruban felemelte a szavát a kínai bevándorló munkásokkal szembeni embertelen bánásmód ellen. Argentínában sikeres kampányt folytatott egy az Andokot átszelő vasútvonal megépítése mellett, és amikor a vasútvonal végül 1910-ben megnyílt, az első szerelvény az ő nevét viselte.

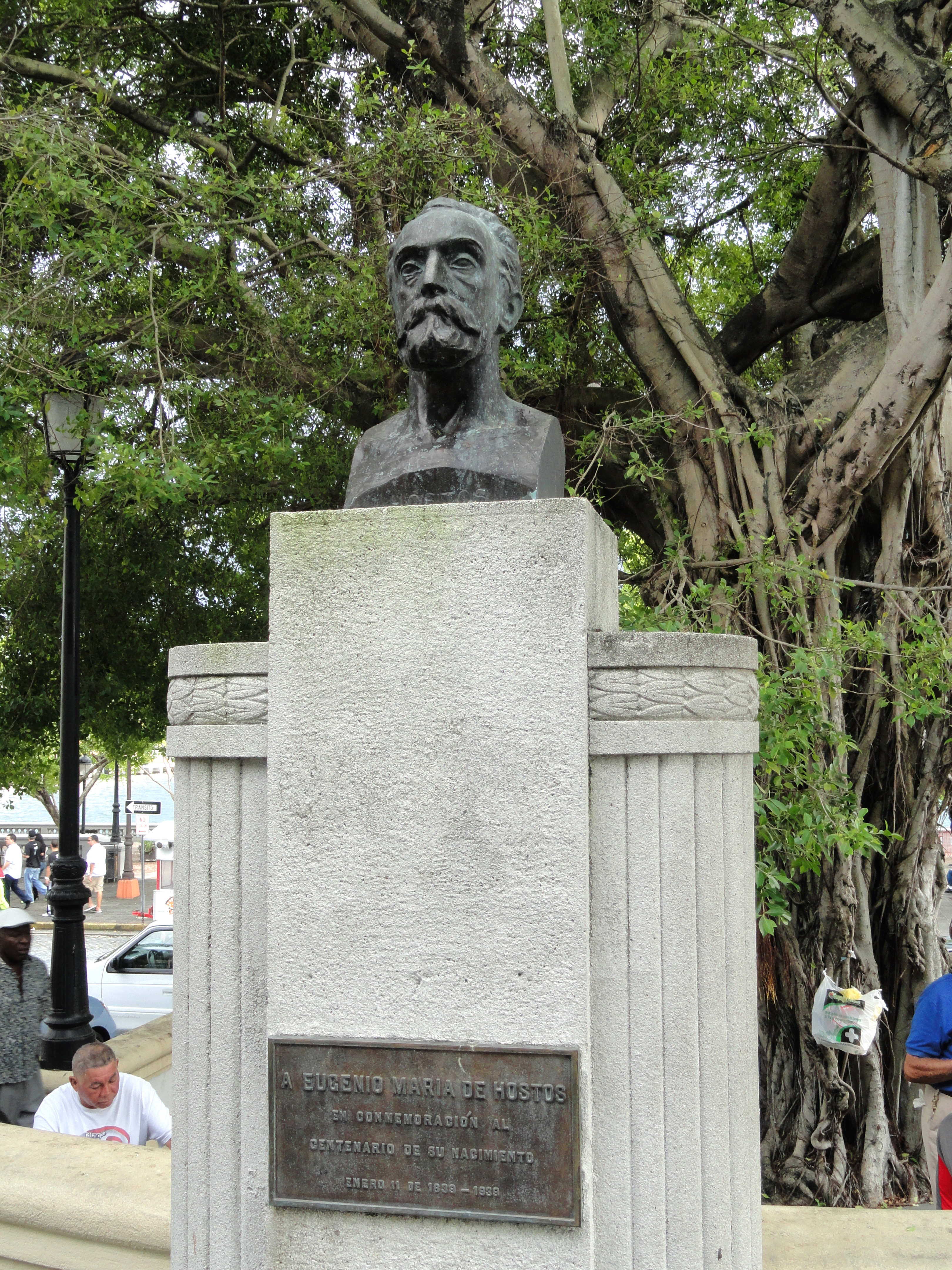
Eugenio María de Hostos szobra San Juan óvárosában

Chilében amellett agitált, hogy a nők számára is nyissák meg az egyetemeket. Nyolcéves chilei tartózkodása alatt tagja lett a Santiagói Irodalmi Akadémiának és több bölcsészettudományi művet publikált: egy monográfiát Puerto Rico történetéről, egy elismert esszét a Hamletről és egy kritikai életrajzot Plácido kubai költőről. A chilei kormány Liceo Miguel Luis Amunátegui néven iskolát alapított, amely Hostos vezetésével és pedagógiai koncepciója alapján Latin-Amerika egyik vezető oktatási központjává nőtte ki magát.
Hostos 1879-ben visszatért a Karib-térségbe, és Santo Domingóban telepedett le. Itt 1880-ban megalapította a Dominikai Köztársaság első tanárképző intézetét, és a következő években az országban zajló oktatáspolitikai reform fő mozgatója lett. 1898-ban, amikor az Amerikai Egyesült Államok a spanyol–amerikai háború során elfoglalta Puerto Ricót, Hostos visszaköltözött szülőföldjére, ahol a sziget függetlensége mellett agitált. Megalapította a Puerto Ricó-i Hazafias Ligát, és részt vett egy küldöttségben, amely Washingtonban lobbizott Puerto Rico függetlensége mellett. Miután azonban a kezdeményezés kudarcot vallott, Hostos visszaköltözött a Dominikai Köztársaságba, ahol főiskola-igazgató és országos tanfelügyelő lett. Santo Domingóban halt meg 1903-ban.
Hostos emlékét számos szobor, iskola és utca őrzi. Róla nevezték el szülővárosa nemzetközi repülőterét és jogi egyetemét. New Yorkban a Hostos Community College nevű főiskola viseli nevét.